# Лукин, Дмитрий Андреевич
Дмитрий Андреевич Лукин (род. 21 октября 1992) — российский хоккеист, защитник.

## Биография
Воспитанник челябинского «Трактора», В сезоне-2009/10 начал играть в команде МХЛ «Белые медведи». В следующем сезоне перешёл в команду «Сибирские снайперы». Сезон 2012/13 отыграл вновь в «Белых медведях». Три сезона (2013/14 — 2015/16) провёл в клубе ВХЛ «Челмет», перед сезоном 2016/17 перешёл в команду КХЛ «Сибирь», за которую провёл 95 матчей. Сезон-2019/20 начал в фарм-клубе «Металлург» Новокузнецк из ВХЛ, и 8 октября «Сибирь» расторгла контракт. 20 ноября Лукин подписал соглашение с «Металлургом», по окончании сезона завершил профессиональную карьеру.